# Warsash
Warsash – wieś w Anglii, w hrabstwie Hampshire, w dystrykcie Fareham. Leży 24 km na południe od miasta Winchester i 110 km na południowy zachód od Londynu.